# 洛赫維察河

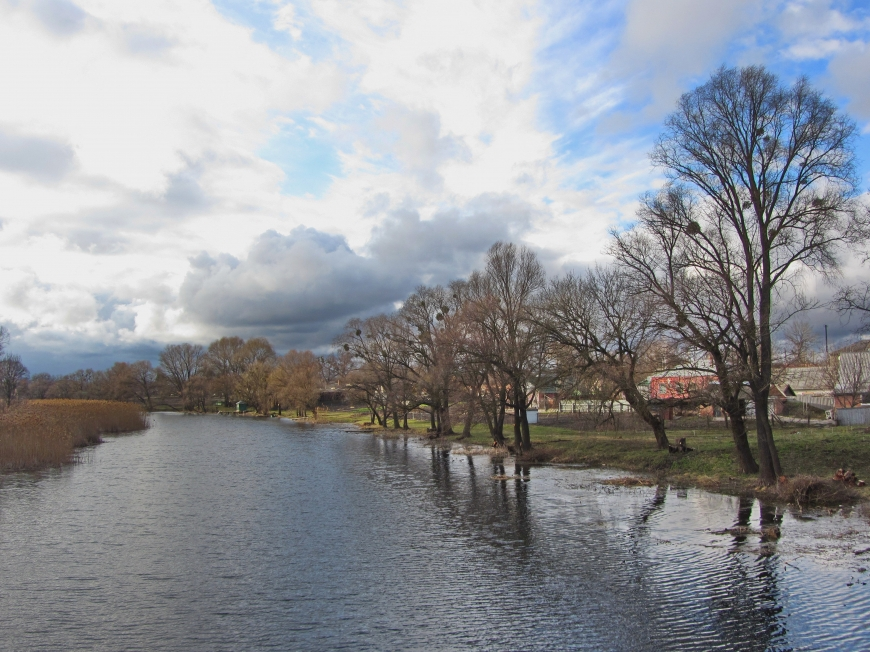
河面

洛赫維察河（烏克蘭語：Лохвиця），是烏克蘭的河流，位於該國中部，屬於蘇拉河的右支流，發源自蘇哈洛赫維察以西，流經波爾塔瓦州，河道全長63公里，流域面積491平方公里。